# Erich Segal
Erich Wolf Segal (Brooklyn, 16 giugno 1937 – Londra, 17 gennaio 2010) è stato uno sceneggiatore, scrittore e critico letterario statunitense.

## Biografia
Figlio di un rabbino, Segal frequentò la Midwood High School di Brooklyn e partecipò a dei corsi estivi in Svizzera. Nel 1958 si laureò all'Università di Harvard in poesia classica e latino, nel 1959 ottenne un master e nel 1965 un dottorato in letteratura comparata. Segal è stato professore di letteratura greca e latina alle università di Harvard, Yale, Princeton, e al Wolfson College di Oxford. Nel 1967, basandosi sulla storia scritta da Lee Minoff, stese lo screenplay per il film del 1968 Yellow Submarine, con protagonisti i Beatles.
Nel 1970 preparò la sceneggiatura per il film Love Story, dalla quale trasse anche un romanzo; ne esplose un fenomeno sia letterario che cinematografico. Bestseller in vetta alla classifica stilata dal New York Times, Love Story divenne il libro di fiction più venduto negli Stati Uniti nel 1970, e venne tradotto in 33 lingue in tutto il mondo. Il film, che prende lo stesso titolo, fu il numero uno ai box office del 1971. Segal proseguì a scrivere altri romanzi e sceneggiature, incluso il sequel di Love Story, Oliver's Story (1977). Affetto dalla malattia di Parkinson, è scomparso nel 2010 all'età di 72 anni per un attacco cardiaco nella sua abitazione di Londra.

## Filmografia

### Attore
- I maledetti figli dei fiori (Jennifer on My Mind), regia di Noel Black (1971)
- Senza movente (Sans mobile apparent), regia di Philippe Labro (1971)

### Sceneggiatore
- Yellow Submarine, regia di George Dunning (1968)
- I formidabili (The Games), regia di Michael Winner (1970)
- R.P.M. Rivoluzione per minuto (R.P.M.), regia di Stanley Kramer (1970)
- Love Story, regia di Arthur Hiller (1970)
- I maledetti figli dei fiori (Jennifer on My Mind), regia di Noel Black (1971)
- Oliver's Story, regia di John Korty (1978)
- In amore si cambia (A Change of Seasons), regia di Richard Lang (1980)
- Un uomo, una donna e un bambino (Man, Woman and Child), regia di Dick Richards (1983)
- Only Love, regia di John Erman - film TV (1998)
- Love, regia di Ringo Banerjee (2008)

## Opere
- The Comedy of Plautus (1968)
- Love Story[3] (1970)
- Fairy Tales (1973)
- Oliver's Story[3] (1977)
- Un uomo, una donna e un bambino (Man, Woman and Child)[3] (1980)
- La classe (The Class)[3] (1985)
- Dottori (Doctors)[3] (1988)
- Atti di fede (Acts of Faith)[3] (1992)
- Una vita per un premio (Prizes)[3] (1995)
- Un solo grande amore (Only Love)[3] (1998)
- The Death of Comedy (2001)
- Oxford Readings in Greek Tragedy (2001)
- Oxford Readings in Menander, Plautus, and Terence (2002)